# Дьомін Микола Мефодійович
Мико́ла Мефо́дійович Дьо́мін (нар. 15 вересня 1931, Київ) — український архітектор. Член Національної спілки архітекторів України (1964). Президент Спілки урбаністів України (1994), член Комітету з Державних премій України в галузі архітектури, Державного комітету України з Державних премій у галузі науки і техніки, містобудівної ради при головному архітекторі м. Києва, науково-методичної ради Держбуду України. «Заслужений архітектор України» (1997).
Доктор архітектури (1988), професор (1990), завідувач кафедри міського будівництва Київського національного університету будівництва і архітектури (КНУБА).
Член-кореспондент Національної академії мистецтв України (2001), іноземний член Російської академії архітектури та будівельних наук (1993), професор Міжнародної академії архітектури та дійсний член її Московського відділення (1992), дійсний член, віце-президент Української академії архітектури, почесний член Української академії наук (2004), дійсний член ІКОМОС (1994).

## Біографія
У 1956 році закінчив архітектурний факультет Київського інженерно-будівельного інституту.
У 1961 році закінчив аспірантуру Академії будівництва і архітектури. У 1957–1975 роки — науковий співробітник, завідувач відділу Київського науково-дослідного і проектного інституту містобудування.
У 1975–1986 роках — головний спеціаліст, начальник управління генерального плану Києва Головного управління міськвиконкому «Київпроект», у 1988–2000 роках — директор Науково-дослідного інституту теорії та історії архітектури та містобудування, нині — керівник персональної архітектурної майстерні «ТАМ М. Дьомін».

## Творчий доробок
Автор понад 60 значних архітектурних і містобудівних проєктів, зокрема:
- генеральні плани м. Києва (1986, 2002),
- міст Донецька та Макіївки (1970),
- міста Гюмрі (Вірменія, 1989),
- концепція розвитку м. Караганда (Казахстан, 1992),
- схеми і проєкти районного планування Київської (1972), Вінницької (1973) областей,
- проєкти детального планування житлових районів Оболоні (1980), Троєщини (1981), Осокорків (1983) у м. Києві,
- проєкти реконструкції готелю «Прем'єр-Палас» у м. Києві (1998–2004),
- проєкти житлових будинків і громадських центрів у Києві (1998–2005) та інших.

## Публікації
Автор понад 200 наукових праць у галузі управління розвитком містобудівних систем, актуальних проблем архітектури і містобудування, територіального планування.
Голова редколегії збірки «Архітектурна спадщина України», «Теорія та історія архітектури і містобудування». Головний редактор науково-технічного видання «Сучасні проблеми архітектури та містобудування».

### Книги
- Лаврик Г. И., Дёмин Н. М. Методологические основы районной планировки. — М.: Стройиздат, 1975. — 98 с.
- Дёмин Н. М., Солуха Б. В. Проблемы архитектурной экологии: Обзор. — М.: ВНИИТАГ, 1990. — 64 с.
- Дёмин Н. М. Управление развитием градостроительных систем. — К.: Будівельник, 1991. — 184 с.
- Архітектура України у державних преміях: 1941–2007 / М. М. Дьомін, Н. М. Кондель-Пермінова, А. О. Пучков. — Київ: Центр історико-містобудівних досліджень, 2008. — 364 с.
- Дьомін М. М., Сингаївська О. І. Містобудівні інформаційні системи: Містобудівний кадастр (Первинні елементи структури об’єктів містобудування та територіальноно планування). — Київ: Фенікс, 2015. — 216 с.

### Статті
- Актуальні питання удосконалення нормативно-правової бази формування міського середовища / М. М. Дьомін, М. В. Омельяненко // Містобудування та терит. планув. — 2004. — Вип. 19. — С. 81-88.
- Архітектурна школа КІБІ-КНУБА / Ред.: М. М. Дьомін. — К., 2000. — 316 с.
- Будівлі та споруди. Проблеми і принципи класифікації / М. Дьомін, О. Сингаївська // Містобудування та терит. планув. — 2007. — Вип. 27. — С. 105–110.
- Екологічний стан водозбору озер Мінське та Лугове в системі озер Опечень Оболонського району м. Києва / М. М. Дьомін, В. С. Ніщук, О. І. Сінгаєвська, Б. В. Солуха, О. І. Грабовська, Н. О. Калита, П. І. Берова // Містобудування та терит. планув. — 2004. — Вип. 19. — С. 89-95.
- Загальна методика формування метрополісних територій в Україні / М. М. Дьомін, М. М. Габрель // Містобудування та терит. планув. — 2005. — Вип. 21. — С. 102–113.
- Київ. Комплексна схема транспорту / М. Дьомін, Я. Левітан, Ю. Марков // Містобудування та терит. планув. — 2005. — Вип. 20. — С. 4-10.
- Містобудівна графіка / О. І. Сингаївська; Ред.: М. Дьомін; Держ. НДІ теорії та історії архіт. і містобудування. — К., 1998. — 176 с. — Бібліогр.: 115 назв. — ISBN 966-7452-01-8.
- Містобудівні та соціально-економічні питання реконструкції територій п'ятиповерхової великопанельної забудови / М. М. Дьомін, М. В. Биваліна // Містобудування та терит. планув. — 2005. — Вип. 20. — С. 90-94.
- Оцінка екологічного стану території в складі містобудівного кадастру / М. М. Дьомін, Б. В. Солуха // Містобудування та терит. планув. — 2002. — Вып. 11. — С. 44-48.
- Планировка и благоустройство жилых территорий: Моногр. / Л. В. Яременко; Ред.: Н. М. Демин; Нац. акад. изобраз. искусства и архитектуры, Издат. дом А. С. С. — К., 2004. — 154 с.: рис., табл. — Библиогр.: 138 назв. — ISBN 966-8613-04-X.
- Применение строительной стали повышенной и высокой прочности для строительства и реконструкции жилья / В. И. Большаков, О. В. Разумова, Н. М. Демин // Вісн. Придніпр. держ. акад. буд-ва та архіт. — 2007. — N 11. — С. 4-20.
- Проблеми та методи модернізації районів масової житлової забудови 60-70-х років (на прикладі м. Києва) / М. М. Дьомін, М. В. Биваліна // Містобудування та терит. планув. — 2005. — Вип. 21. — С. 67-75.
- Сучасний стан та перспективи підготовки фахівців з вищою освітою по спеціальності «Міське будівництво і господарство» в Україні / М. М. Дьомін, О. Й. Кузьмич, В. В. Леонтович // Містобудування та терит. планув. — 2004. — Вип. 18. — С. 66-78.
- Экономические аспекты реконструкции территории массовой застройки / Н. М. Демин, М. В. Бывалина // Містобудування та терит. планув. — 2006. — Вип. 23. — С. 59-67.

### Рецензування
- Юнаков О. Архитектор Иосиф Каракис. — Нью-Йорк: Алмаз, 2016. — 544 с. — ISBN 978-1-68082-000-3[1].

## Нагороди та відзнаки
- 1989 — лауреат премії Ради Міністрів СРСР
- 1997 — Державної премії України в галузі архітектури
- 2001 — «Знак пошани» Київського міського голови[2]
- 2002 — «За заслуги» III ступеня